# Onychiurus pygmaeus
Onychiurus pygmaeus is een springstaartensoort uit de familie van de Onychiuridae. De wetenschappelijke naam van de soort is voor het eerst geldig gepubliceerd in 1937 door Bagnall.